# Streets of Blood
Streets of Blood – amerykański dramat z 2009 roku. W rolach głównych wystąpili Val Kilmer, 50 Cent i Sharon Stone.

## Fabuła
Nowy Orlean, sześć miesięcy po tym jak Huragan Katrina zupełnie zdewastował miasto. Pomimo tego, że powódź ustąpiła to śmierć powraca na miejskie ulice, które już wkrótce spłyną gęstą krwią. Odkryte ślady brutalnego morderstwa połączą ze sobą losy doświadczonego detektywa; jego nowego partnera, skrywającego własny, mroczny sekret oraz policyjną panią psycholog, aż za dobrze znającą mroczną naturę nowoorleańskich stróżów prawa. Te trzy osoby szybko przekonają się, że zbrodnia i korupcja w Nowym Orleanie wkroczyły właśnie w zupełnie nowy, bezduszny wymiar.

## Obsada
- Val Kilmer jako Andy Devereaux
- Curtis "50 Cent" Jackson jako Stan Johnson
- Sharon Stone jako Nina Ferraro
- Michael Biehn jako agent Michael Brown/handlarz narkotyków
- Jose Pablo Cantillo jako Pepe
- Brian Presley jako Barney
- Barry Shabaka Henley jako kapitan John Friendly